# Dorymyrmex bossutus
Dorymyrmex bossutus is een mierensoort uit de onderfamilie van de Dolichoderinae. De wetenschappelijke naam van de soort is voor het eerst geldig gepubliceerd in 1988 door Trager.